# Meller-manguszta
A Meller-manguszta (Rhynchogale melleri) az emlősök (Mammalia) osztályába, a ragadozók (Carnivora) rendjébe, a macskaalkatúak (Feliformia) alrendjébe és a mongúzfélék (Herpestidae) családjába tartozó Rhynchogale nem egyetlen faja.
John Edward Gray a Rhinogale melleri tudományos nevet javasolta a Meller-mangusztának 1865-ben egy Kelet-Afrikában gyűjtött szürkésbarna mongúzon alapulva. Oldfield Thomas 1894-ben a Rhynchogale nembe helyezte át a fajt.

## Megjelenése
A Meller-manguszta teljes hossza körülbelül 80 centiméter, ebből feje és teste együtt 44-55 centiméter, a farok 28-41 centiméteres, súlya 1,8-2,8 kilogramm. A többi mongúzhoz hasonlóan teste hosszúkás, lábai meglehetősen rövidek. Szőrzete felül szürke vagy világosbarna, feje és testének alsó része világosabb, de a lábfejek sötétebbek. A sűrű aljszőrzet töve szürkés vagy szürkésbarna, felül barna. Fején 8-10 milliméter hosszú a szőrzet, a test felé hosszabbodik, ahol elérheti a 40-45 milliméteres hosszúságot. A farok hegyén a szőr 9-11,5 milliméter hosszú. A Meller-manguszta mancsain öt ujj van, az elülsőkön rövid, erősen ívelt, míg a hátsókon hosszabb, kevésbé ívelt karmok találhatók. A legtöbb mongúzzal ellentétben ezen faj hátsó lábainak talpa szőrös. A nőstényeknek két pár emlőjük van. Koponyája finom és szélessége feleannyi, mint a hosszúsága; szemüregei előre néznek. Felső szemfogai karcsúak és élesek, az alsók erősebbek és ívesebbek.  A teljes hossz felénél valamivel rövidebb farok színe fekete, barna és fehér között változhat, bár általánosan sötétbarna vagy fekete. Némely egyed farkának töve fehéres vagy fehéresbarna, többi része pedig fekete, egyes példányok farka fekete-fehér gyűrűs, fekete heggyel. A Meller-manguszta összetéveszthető a fehérfarkú ichneumonnal (Ichneumia albicauda), azonban az előbbi faj kisebb és feketébb.

## Elterjedése, élőhelye
A faj Közép-Tanzániától délre Malawin, Zambián, Zimbabwén és Mozambikon keresztül Szváziföldig és a Dél-Afrikai Köztársaság északkeleti részéig elterjedt. Tanzániában 1850 méter magasságig rögzítették. Szavannákon és főként nyílt erdőkkel és füves pusztákkal, valamint termeszekkel rendelkező mocsaras területeken él. Úgy tűnik, ritkán található meg olyan területeken, ahol kiterjedtek és gyakoriak a tüzek.

## Életmódja
Életmódja kevéssé ismert. A Meller-manguszta éjszakai, magányos állat, amely többnyire a talajon tartózkodik. Csak jóval napnyugta után jön elő, és körülbelül éjfélig aktív. Elsősorban rovarokkal, különösen termeszekkel táplálkozik. A Zimbabwéből származó 23 vizsgált gyomor közül mindegyik termeszek (Macrotermes és Hodotermes fajok), egyenesszárnyúak, gyászbogarak, egy százlábú, egy béka és fonálkígyó (Leptotyphlops scutifrons) maradványait tartalmazta. Malawiban gyümölcsevést is megfigyeltek. Szaporodása szintén kevésbé ismert, a megfigyelések szerint a nőstények valószínűleg két-három kölyköt hoznak világra novemberben vagy decemberben.

## Természetvédelmi helyzete
A fajt fenyegető veszélyek kevéssé ismertek. Kedvelt élőhelye egyes részein átfedésben van a nagyon alacsony emberi lakossággal. Az ember terjeszkedése és a kutyák azonban jelentős veszélyt jelenthetnek rá bizonyos helyeken. Dél-Afrika északi részén azonban a fajt olyan területeken jegyezték fel, ahol magas az ember és a kutyák általi zavarás. A Természetvédelmi Világszövetség (IUCN) Vörös listáján a faj a nem fenyegetett kategóriában szerepel, ugyanis bár nem gyakori, viszonylag széles körben elterjedt, nincsenek nyilvánvalóan jelentős fenyegetések, és számos védett területen megtalálható.

## Fordítás
Ez a szócikk részben vagy egészben  a   Meller-Manguste című német Wikipédia-szócikk ezen változatának fordításán alapul.  Az eredeti cikk szerkesztőit annak laptörténete sorolja fel. Ez a jelzés csupán a megfogalmazás eredetét és a szerzői jogokat jelzi, nem szolgál a cikkben szereplő információk forrásmegjelöléseként.